# Juan Lluhí
Joan Lluhí Vallescá (Barcelone, 12 octobre 1897 - Mexico, 21 août 1944) est un avocat et homme politique espagnol, membre de Esquerra Republicana de Catalunya. Il est ministre de nombreuses fois pendant la Seconde République espagnole.